# Armstrong Siddeley 4/14 hp
Der Armstrong Siddeley 4/14 hp ist ein Pkw, den der britische Hersteller Armstrong Siddeley von 1923 bis 1929 baute. Er war das dritte Modell des Herstellers und wurde dem vier Jahre vorher erschienenen Oberklassewagen 30 hp und dem zwei Jahre vorher erschienenen Modell der oberen Mittelklasse, dem 18 hp, zur Seite gestellt.

## 4/14 hp
Der 4/14 hp war bis Ende der 1920er-Jahre das kleinste Modell des Herstellers. Er hatte einen obengesteuerten Vierzylinder-Reihenmotor mit einem Hubraum von 1852 cm³ (Bohrung × Hub = 76,2 mm × 101,6 mm). Die Leistung ist nicht bekannt. Die Höchstgeschwindigkeit wird mit 80 km/h angegeben.
Wie der 30 hp und der 18 hp hatte auch der 4/14 hp zwei Starrachsen. Beim 4/14 hp hingen jedoch beide Achsen an halbelliptischen Längsblattfedern, während bei den beiden größeren Modellen die Hinterachse Cantileverfederung hatte.

## 4/14 hp Mark II
1925 erschien der 4/14 hp Mark II. Der Wagen war etwas größer als sein Vorgänger geworden, Motor und andere technische Charakteristika waren aber gleich geblieben.
Von beiden Modellen zusammen wurden 13.365 Exemplare gebaut. 1929 wurde das Modell ohne Nachfolger eingestellt. Erst nach dem Zweiten Weltkrieg sollte Armstrong Siddeley wieder ein Vierzylindermodell anbieten.